# Roy Evans (Tischtennisfunktionär)
Roy Evans (* 8. Oktober 1909 in Cardiff, Wales; † 18. Mai 1998 in Cardiff) war ein Tischtennisspieler aus Wales und 20 Jahre lang Präsident der International Table Tennis Federation (ITTF).

## Tischtennisspieler
Evans gehörte in den 1930er Jahren in Wales zu den stärksten Tischtennisspielern. Er nahm bei der Weltmeisterschaft 1933 in Baden (Österreich) teil und kam mit der Mannschaft von Wales auf Platz 10.

## ITTF-Präsident
Als der erste Präsident der ITTF, der Engländer Sir Ivor Montagu, im März 1967 vorzeitig zurücktrat, kandidierte Roy Evans für dieses Amt. Am 13. April 1967 wurde er auf dem ITTF-Kongress in Stockholm gewählt. Er setzte sich damit gegen den favorisierten Gegenkandidaten Ake Eldh (Schweden) mit 57:49 Stimmen durch.
Vor seinem Amtsantritt war Evans 16 Jahre lang ehrenamtlicher Generalsekretär der ITTF. In seiner Amtszeit setzte er sich erfolgreich dafür ein, dass Tischtennis eine olympische Sportart wurde: 1981 beschloss das Internationale Olympische Komitee IOC, Tischtennis ab 1988 zuzulassen.
1987 wurde Evans vom ITTF-Kongress abgewählt. Nachfolger mit 65:39 Stimmen wurde der Japaner Ichiro Ogimura.
1972 wurde er als Officer in den Order of the British Empire aufgenommen. 1997 wurde er in die ITTF Hall of Fame aufgenommen.

## Privat
Beruflich war Evans als Industriekaufmann in der Stahl- und Eisenbranche tätig. 1933 heiratete er Nancy Jackson, die lange Zeit als Vizepräsidentin der ITTF und Generalsekretärin der European Table Tennis Union (ETTU) fungierte.

## Turnierergebnisse
| Verband | Veranstaltung     | Jahr | Ort       | Land | Einzel       | Doppel       | Mixed        | Team |
| ------- | ----------------- | ---- | --------- | ---- | ------------ | ------------ | ------------ | ---- |
| WAL     | Weltmeisterschaft | 1953 | Bukarest  | ROU  | Scratched    | letzte 64    | keine Teiln. |      |
| WAL     | Weltmeisterschaft | 1951 | Wien      | AUT  | keine Teiln. | Scratched    | letzte 32    | 13   |
| WAL     | Weltmeisterschaft | 1950 | Budapest  | HUN  | keine Teiln. | letzte 32    | keine Teiln. | 11   |
| WAL     | Weltmeisterschaft | 1949 | Stockholm | SWE  | keine Teiln. | letzte 64    | keine Teiln. | 9?   |
| WAL     | Weltmeisterschaft | 1948 | Wembley   | ENG  | Qual         | Scratched    | keine Teiln. |      |
| WAL     | Weltmeisterschaft | 1947 | Paris     | FRA  | letzte 64    | keine Teiln. | keine Teiln. | 13   |
| WAL     | Weltmeisterschaft | 1938 | Wembley   | ENG  | letzte 128   | letzte 64    | letzte 64    | 15   |